# Stoptábla

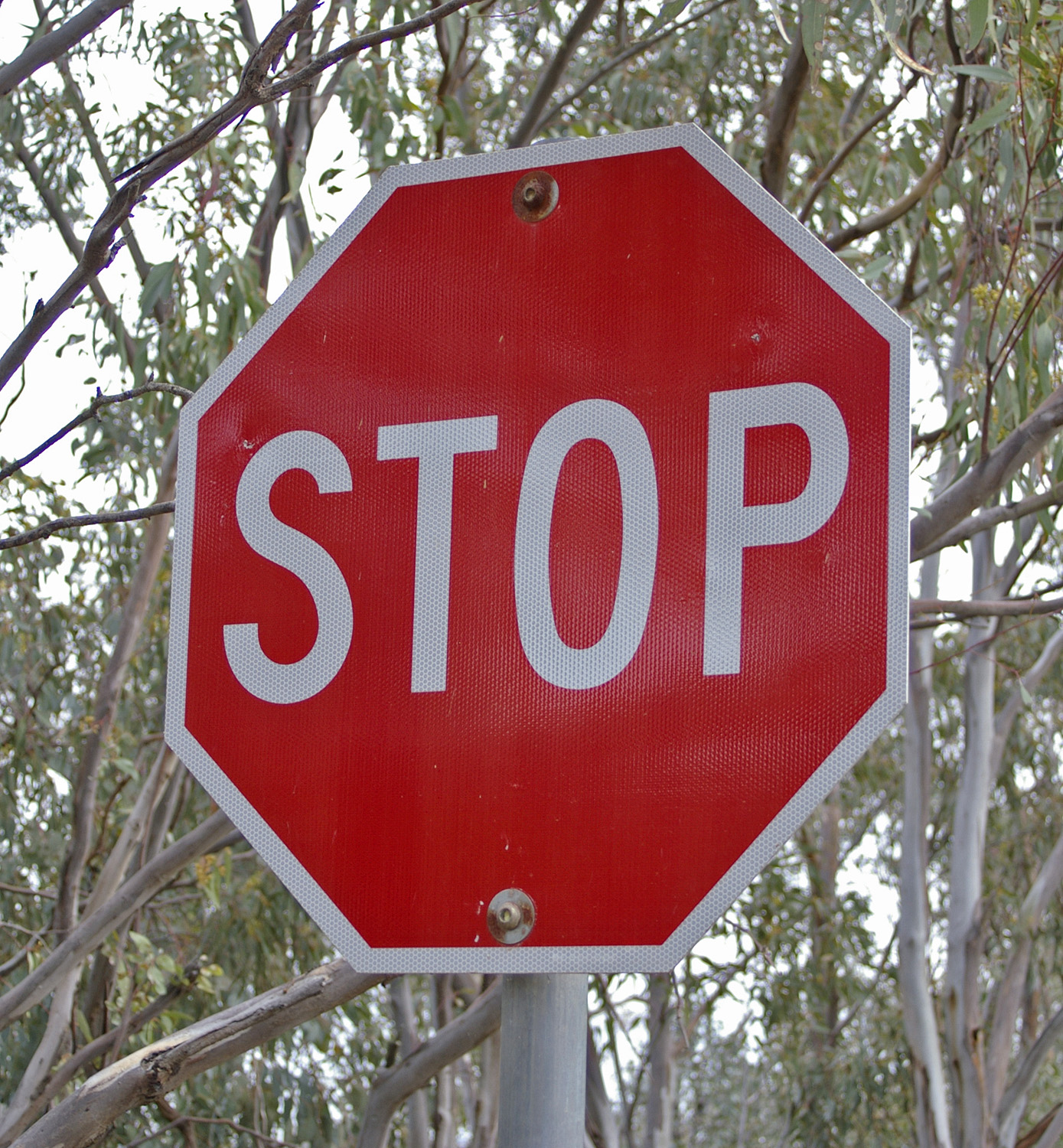
Stoptábla Ausztráliában

A stoptábla (KRESZ-ben hivatalos megnevezése: ÁLLJ! Elsőbbségadás kötelező) elsőbbséget szabályozó jelzőtábla, amelyet a világ minden országában használnak. Általában útkereszteződéseknél lehet vele találkozni, ahol célja, hogy a járművezetőt figyelmeztesse a tábla előtti mindenkori kötelező megállásra, illetve az elsőbbségadási kötelezettségére, mielőtt átkelne az útkereszteződésen. A tábla jelentésének nem tudása, figyelmen kívül hagyása illetve a járművezető figyelmetlensége esetén súlyos balesetekhez vezethet.

## Kinézete és variánsok
A tábla egy piros színű nyolcszög, amelynek közepére a "STOP" felirat van feltüntetve fehér betűkkel, szélét fehér körvonal veszi körül. A jelenlegi stoptábla mellett létezik egy alternatív szabvány, amely egy piros karikába zárt piros háromszög, a háromszög belsejében pedig fekete színnel van a felirat feltüntetve (a 70-es évekig ez volt az elterjedt Magyarországon is, egyes források szerint a felirat itt még "ÁLLJ" volt, azonban valószínűbb, hogy már ekkor is "STOP" volt). A tábla alá bizonyos esetekben egyéb táblákat, jelzéseket is felrögzítenek. A tábla mérete lehet 60, 90 vagy 120 cm, anyaga fém, vagy alumínium, általában egy alumínium csőre rögzítve van elhelyezve az útkereszteződéseknél.
Rengeteg stoptábla variáns létezett a szabvány bevezetése előtt. A tábla kialakítása és méretei országonként eltérőek lehetnek, azonban a jelentése általában világszerte hasonló marad. A stoptábla ikonikus kinézetének köszönhetően az interneten is találkozhatunk velük mint figyelmeztető jel, Wikipédián a cselekmény sablonon találkozhatunk vele.

### Példák

Hagyományos stoptáblaszabvány (B2a)
Dél-amerikai változat
Közép-amerikai változat
Nepáli változat, a felirat hiányzik
1954 előtti Amerikai változat
A Wikipédia cselekmény sablonján használt tábla

Alternatív stoptáblaszabvány (B2b)
Japán stoptábla, amelynek feliratozása és formája eltér a szabványtól
Német szabvány előtti stoptábla, amelyet 1938–1956 között használtak